# Srebrny-Potok-Hütte
Die Srebrny-Potok-Hütte (polnisch Schronisko PTTK „Srebrny Potok“ w Dolinie Srebrnika) liegt auf einer Höhe von 650 m n.p.m. in Polen im Riesengebirge, einem Gebirgszug der Sudeten, am Gebirgsbach Biały Strumień.

## Geschichte
Die Hütte wurde 1920 errichtet. Sie steht im Eigentum des PTTK.

## Zugänge
Die Hütte ist über mehrere markierte Wanderwege erreichbar.

## Touren

### Gipfel
- Schneekoppe (1603 m)